# Касете из Покипсија
Касете из Покипсија (енгл. The Poughkeepsie Tapes) амерички је псеудодокументарни хорор филм из 2007. Режију и сценарио потписује Џон Ерик Даудл. Говори је о убиствима серијског убице у Покипсију, испричаним кроз интервјуе и снимке из убичиних снаф-филмова.

## Радња
Прича у филму је сасвим фиктивна, а садржи реконструкцију злочина Касапина са Вол стрита који су почетком 90-их година прошлог века потресали град Покипси. Касапин са Вол стрита, како су га медији прозвали, отимао је искључиво женске особе, чак и девојчице, одводио их у своје скровиште и ту их малтретирао до смрти, силујући их и када им одузме живот. Терор у овом граду трајао је читаву деценију а многи делићи ове мистерије су откривени када је полиција упала у кућу убице и открила преко 800 VHS касета на којима су снимљени многи детаљи ужаса.

## Улоге
| Глумац         | Улога            |
| -------------- | ---------------- |
| Стејси Чбоски  | Шерил Демпси     |
| Бен Месмер     | Едвард Карвер    |
| Ивар Брогер    | Леонард Швеј     |
| Лу Џорџ        | Фелтон Луис      |
| Мајкл Лосон    | Сајмон Олреј     |
| Саманта Робсон | Саманта Бејкер   |
| Рон Харпер     | Мајк Моукс       |
| Ким Кени       | Пем Фрирс        |
| Боби Сју Лутер | Џозефина         |
| Ајрис Бар      | Арета Крили      |
| Лиса Блек      | Викторија Демпси |
| Бил Букстон    | Џејмс Фоли       |
| Џулс Браф      | Џоана Блеквел    |
| Тод Кахун      | Тед Банди        |
| Мередит Крос   | Џенет Андерсон   |
| Хенри Дитман   | Френк Андерсон   |
| Денис Гарбер   | Џозеф Данверс    |
| Чип Гудвин     | Хенк Фоли        |
| Дејвид Хак     | Тим Сури         |
| Кеисуке Хоаси  | Дај Лунг         |